# Songs from Black Mountain
Songs from Black Mountain – siódmy studyjny album amerykańskiej grupy rockowej Live. Wydany został 6 czerwca 2006 roku. Nagrania dotarły do 52. miejsca listy Billboard 200 w USA.

## Lista utworów
1. "The River" – 2:58
2. "Mystery" – 3:45
3. "Get Ready" – 3:32
4. "Show" – 3:24
5. "Wings" – 3:51
6. "Sofia" – 3:54
7. "Love Shines (A Song for My Daughters About God)" – 3:21
8. "Where Do We Go from Here?" – 3:46
9. "Home" – 3:23
10. "All I Need" – 3:13
11. "You Are Not Alone" – 3:43
12. "Night of Nights" – 3:33